# Ancylis albacostana
Ancylis albacostana is een vlinder uit de familie van de bladrollers (Tortricidae). De wetenschappelijke naam van de soort is voor het eerst geldig gepubliceerd in 1905 door William Dunham Kearfott

## Type
- lectotype: "female"
- instituut: AMNH, New York, New York, U.S.A.
- typelocatie: "USA, Colorado"